# Luís Cruls
Luís Cruls (Diest, 21 gennaio 1848 – Parigi, 21 giugno 1908) è stato un astronomo belga naturalizzato brasiliano.
Direttore dell'Osservatorio nazionale di Rio de Janeiro dal 1881 al 1908, fu nominato capo della commissione per la fondazione della capitale del Brasile.
A lui sono dedicati il rifugio astronomo Cruls, il cratere Cruls su Marte e l'asteroide 29298 Cruls.